# Yuanjue
Yuanjue (kinesiska: 远觉) är en köping i sydvästra Kina. Den ligger i stadsdistriktet Rongchang i storstadsområdet Chongqing, omkring 120 kilometer väster om det centrala stadsdistriktet Yuzhong. Antalet invånare är 9 629. Befolkningen består av 4 707 kvinnor och 4 922 män. Barn under 15 år utgör 19,0 %, vuxna 15-64 år 66 %, och äldre över 65 år 13,0 %.